# Джалілов Раджаб Алі
Раджаб Алі Джалілов (нар. 1905, кишлак Гузари-Бала Кабадіанського амлоха Кабадіанського бекства Бухарського емірату, тепер Таджикистан — травень 1983, місто Душанбе, тепер Таджикистан) — радянський діяч, 3-й секретар ЦК КП(б) Таджикистану, начальник політичного відділу військкомату Таджицької РСР. Депутат Верховної Ради Таджицької РСР 4-го скликання. Депутат Верховної Ради СРСР 1—3-го скликань (1937—1954).

## Біографія
Народився в родині шкіряника. У грудні 1915 — січні 1920 року — шкіряник в кустарній майстерні батька в місті Кабадіані Бухарського емірату. З січня 1920 по грудень 1922 року — учень у кустарів-шкіряників Шаріфа і Меглі в Кабадіані.
З грудня 1922 по січень 1924 року — конюх революційного комітету в місті Кабадіані Бухарської Народної Радянської Республіки. З січня 1924 по лютий 1926 року — червоноармієць 43-го кавалерійського полку РСЧА в місті Кабадіані. У 1924 році вступив до комсомолу.
У лютому — вересні 1926 року — курсант радпартшколи в місті Дюшанбе.
З вересня 1926 по березень 1927 року — молодший міліціонер у місті Кабадіані.
У березні 1927 — січні 1929 року — секретар Джилікульского районного комітету ВЛКСМ Таджицької АРСР.
У січні 1929 — червні 1930 року — відповідальний секретар Курган-Тюбинського окружного виконавчого комітету Таджицької АРСР.
Член ВКП(б) з травня 1930 року.
У червні — серпні 1930 року — голова окружного відділення кооперативногго об'єднання бавовнярів «Пахтаспілка» в Курган-Тюбе.
У серпні 1930 — липні 1931 року — секретар Шаартузького районного комітету КП(б) Таджикистану.
У липні 1931 — березні 1935 року — студент Комуністичного університету трудящих Сходу імені Сталіна в Москві, закінчив три з половиною курси.
У березні 1935 — березні 1936 року — 1-й секретар Джилікульского районного комітету КП(б) Таджикистану.
У березні 1936 — квітні 1937 року — 1-й секретар Мікоянабадського районного комітету КП(б) Таджикистану.
У квітні — серпні 1937 року — заступник завідувача відділу керівних партійних органів ЦК КП(б) Таджикистану. З серпня по жовтень 1937 року — завідувач радторгвідділу ЦК КП(б) Таджикистану.
У жовтні 1937 — травні 1938 року — 3-й секретар ЦК КП(б) Таджикистану.
З вересня 1938 по січень 1940 року — молодший науковий співробітник Таджицької бази Академії Наук.
У січні — травні 1940 року — завідувач Сталінабадського обласного відділу народної освіти. У травні 1940 — липні 1941 року — партійний організатьор ЦК КП(б) Таджикистану декади показу мистецтва таджицького народу.
У липні — серпні 1941 року — завідувач транспортного відділу ЦК КП(б) Таджикистану.
З серпня 1941 року — в Червоній армії, учасник німецько-радянської війни. З серпня 1941 по лютий 1942 року — політичний керівник, комендант штабу ескадрону, інструктор політичного відділу і секретар партійної комісії 20-ї гірничо-кавалерійської дивізії РСЧА на Західному фронті. У лютому — жовтні 1942 року — комісар 104-ї кавалерійської дивізії Середньоазітського військового округу. З жовтня 1942 по березень 1943 року — заступник командира з політичної частини 81-ї кавалерійської дивізії Сталінградського фронту. У березні — липні 1943 року — в резерві політичного управління Середньоазітського військового округу.
З липня 1943 по листопад 1953 року — начальник політичного відділу військкомату Таджицької РСР Середньоазітського (Туркестанського) військового округу.
З листопада 1953 по травень 1954 року — в розпорядженні політичного управління Туркестанського військового округу в Сталінабаді. У травні 1954 — жовтні 1959 року — військовий комісар центрального військкомату міста Сталінабада.
З жовтня 1959 по січень 1960 року — на пенсії в Сталінабаді.
У січні 1960 — липні 1962 року — голова виконавчого комітету Нурецької міської ради депутатів трудящих Таджицької РСР.
З липня 1962 року — персональний пенсіонер в місті Душанбе. Помер у травні 1983 року.

## Звання
- старший політрук
- підполковник
- полковник

## Нагороди
- орден Трудового Червоного Прапора
- орден «Знак Пошани»
- орден Червоної Зірки
- медаль «За оборону Москви»
- медаль «За оборону Сталінграда»
- медалі